# Javi Díaz
Javier Díaz Sánchez (Mairena del Aljarafe, 1997. május 15.) spanyol labdarúgó, a Tenerife kapusa.

## Pályafutása
Díaz a Sevilla akadémiáján nevelkedett. A klub harmadik számú csapatának számító Sevilla FC C-ben 2016 áprilisában debütált egy Cabecense elleni spanyol negyedosztályú bajnoki mérkőzésen. A 2018-2019-es szezont már a harmadosztályban szereplő Sevilla Atlético csapatánál kezdte el. A spanyol élvonalban 2019. március 31-én debütált a Valencia csapata ellen, az első számú kapus Tomáš Vaclík sérülésének és a cserekapus Juan Soriano eltiltásának következményeként. A Sevilla csapatában Díaz még egyszer pályára léphetett a La Ligaban; 2022. január 19-én szintén a Valencia csapata ellen állt a kapuban. 2022 júliusában szerződtette őt a spanyol másodosztályú Tenerife csapata, amelyben 2022 novemberében debütált egy CD Lealtad elleni királykupa mérkőzésen.

## Külső hivatkozások
- Transfermarkt profil
- Javi Díaz adatlapja a Soccerway oldalon (angolul)